# Staatliche Hochschule für Musik Trossingen

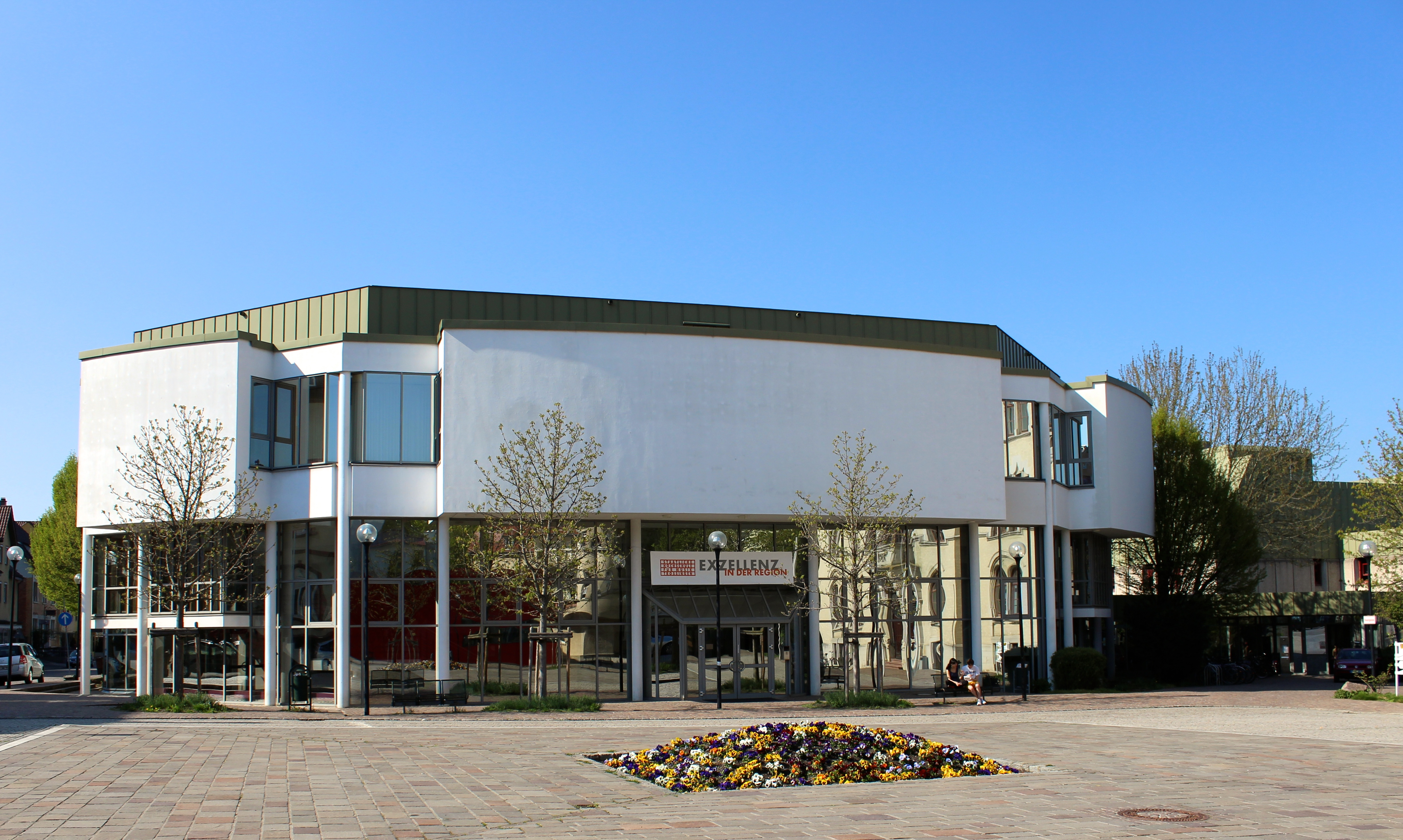
Die Musikhochschule vom Rathausplatz aus

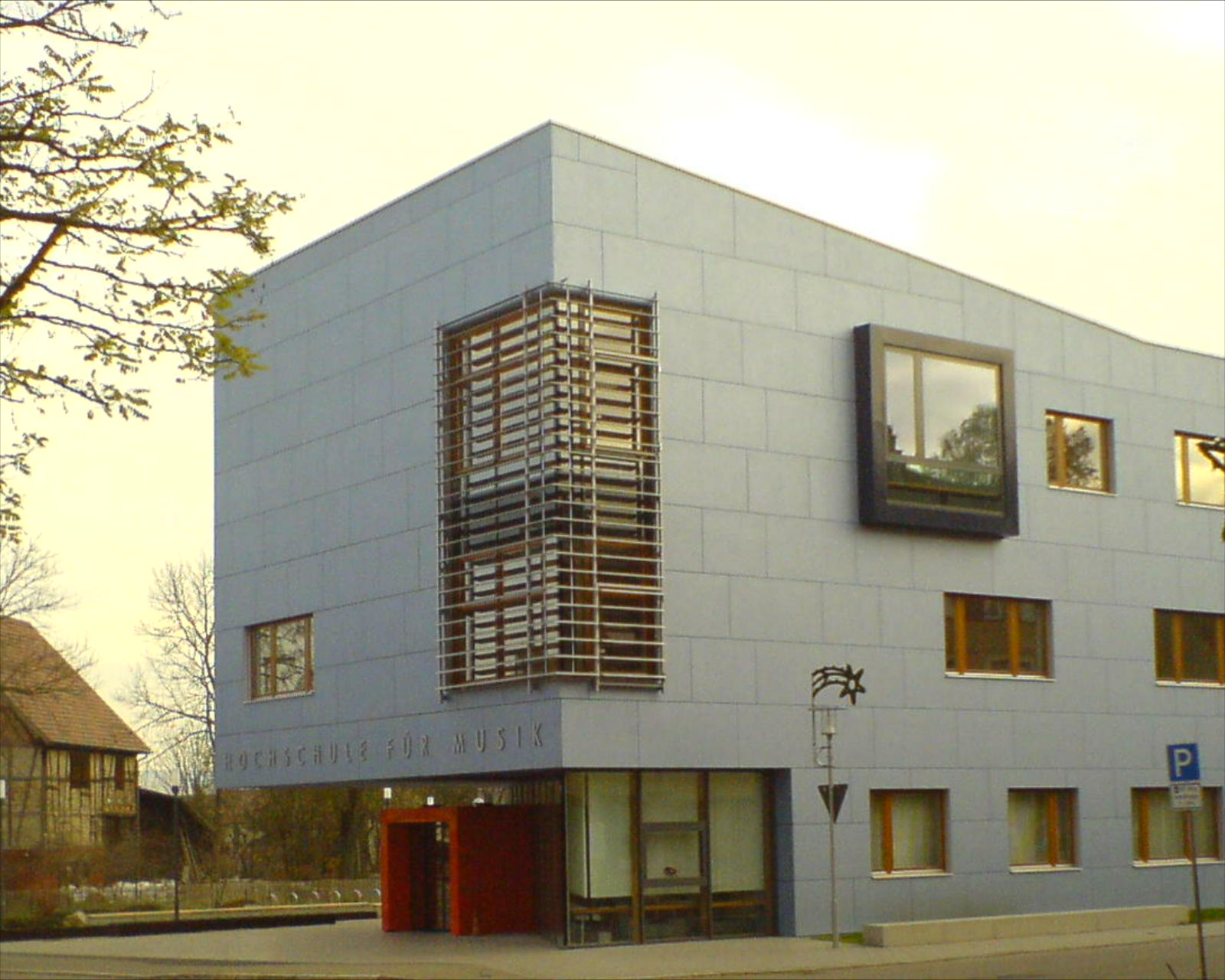
Der 4. Bauabschnitt (2006) an der Trossinger Hauptstraße

Die Staatliche Hochschule für Musik Trossingen ist eine von 24 Musikhochschulen in Deutschland. Sie liegt im baden-württembergischen Trossingen und befindet sich in staatlicher Trägerschaft. Sie ist die Musikhochschule der Euregio Bodensee und seit Januar 2009 Mitglied der Internationalen Bodensee-Hochschule (IBH). 

## Geschichte
Das heutige Gebäude wurde in vier Bauabschnitten erstellt, von denen die ersten beiden 1978 und 1984 fertig gestellt wurden. Als 3. Bauabschnitt entstand 1991 der Konzertsaal, der 400 Sitzplätze hat. Erweitert wurde die Musikhochschule durch einen 4. Bauabschnitt, dessen Grundsteinlegung am 21. April 2005 erfolgte. Der Bau wurde zum Wintersemester 2006/2007 offiziell eingeweiht. 
In Zusammenhang mit den Baumaßnahmen wurde auch die Hochschulbibliothek erweitert und modernisiert. Die Freihandbibliothek verfügt über (jeweils gerundet) 26.500 Bücher, 60.000 Noten, 7000 Tonträger, 80 laufende Zeitschriften und Jahrbücher sowie 650 Mikroformen. Die gesamten Bestände sind im Südwestdeutschen Bibliotheksverbund (SWB) nachgewiesen und können im OPAC der Musikhochschule recherchiert und über ein lokales Bibliothekssystem entliehen werden.

## Lehrangebot
Das Lehrangebot umfasst Bachelor- und Masterstudiengänge einschließlich Schulmusik mit dem Verbreiterungsfach Jazz- und Popularmusik und Evangelische Kirchenmusik (B) sowie die Aufbaustudiengänge Ev. Kirchenmusik (A) und die Solistenklasse. Mit dem Institut für Alte Musik verfügt die Hochschule über eine Ausbildungsstätte für Historische Aufführungspraxis. Weitere Ausbildungsschwerpunkte sind das Fach Rhythmik sowie die Instrumental- und Gesangsmethodik in Zusammenarbeit mit Bildungseinrichtungen der Region.
Als neuer Schwerpunkt wurde 2017 das Landeszentrum Musik-Design-Performance gegründet.
In Kooperationen mit Veranstaltern haben sich kammermusikalische Konzertreihen etabliert, alljährlich finden Projektphasen statt, in denen zeitgenössische Kammermusik, große sinfonische und vokale Werke erarbeitet und in der Region präsentiert werden. Höhepunkte sind die Barockorchester- und Barockopernprojekte des Instituts für Alte Musik, die Bühnenprojekte der Rhythmikabteilung, die sinfonischen und chorsinfonischen Projekte von Hochschulchor und -orchester sowie Musiktheaterproduktionen in Zusammenarbeit mit der regionalen Kulturszene. Seit 2006 veranstaltet die Hochschule gemeinsam mit den Donaueschinger Musiktagen unter dem Titel The Next Generation ein Off-Festival für Nachwuchskomponisten.
Es besteht eine Zusammenarbeit mit den Jugendmusikschulen der Region im Bereich Instrumental- und Vokal-Methodik. Dabei steht die Fachgruppe in ständigem Gedankenaustausch mit dem Landesverband der Jugendmusikschulen in Baden-Württemberg. Seit Sommer 2005 ist die Trossinger Musikhochschule zudem alleinige Gesellschafterin der Musikakademie Villingen-Schwenningen gGmbH, mit welcher sie die musikalische Breiten- und Begabtenförderung der Umgebung fördern will.
Unter der Federführung der Hochschule wurde ein Erasmus-Netzwerk gegründet, dem inzwischen über 40 europäische Musikhochschulen angehören. Seit 1997 besteht eine Partnerschaft mit der California State University in Kalifornien, USA.

## Rektoren
- 1971–1980: Eugen Frosch
- 1980–2006: Jürgen Weimer
- 2006–2018: Elisabeth Gutjahr
- seit 2019: Christian Fischer

## Bekannte Lehrer (Auswahl)
- Federico Agostini
- Philipp Ahner
- Michael Alber
- Matthias Anton
- Mechthild Bach
- Ovidiu Bădilă
- Rainer Bartl
- Tomislav Nedelkovic Baynov
- Rainer Bayreuther
- Edoardo Bellotti
- Hans Michael Beuerle
- Stefan Johannes Bleicher
- Kees Boeke
- Christoph Bossert
- Hans-Peter Braun
- Hans Brehme
- Ludger Brümmer
- Linde Brunmayr-Tutz
- Alexandra Coku
- Abbie Conant
- James Creitz
- Nicholas Daniel
- Ingo Dannhorn
- Helmut Degen
- Lorenz Duftschmid
- Walther Dürr
- Robert Edler
- Volkmar Fritsche
- Norbert Fröhlich
- Eugen Frosch
- Johannes Goritzki
- Francis Gouton
- Thorsten Greiner
- Andreas Grün
- Wolfgang Guggenberger
- Elisabeth Gutjahr
- Gerhard Hamann
- Michael R. Hampel
- Patrick Henrichs
- Ákos Hernádi
- Tobias Hoffmann
- Michael Höltzel
- Tilman Jäger
- Diethelm Jonas
- Florian Käppler
- Michael Gerhard Kaufmann
- Ernst-Lothar von Knorr
- Akio Koyama
- Egon Kraus
- Lili Kroeber-Asche
- Detmar Kurig
- Herbert Liedecke
- Rolf Lislevand
- Kai Stefan Lothwesen
- Werner Matzke
- Michael Meyer
- Clemens Morgenthaler
- Anika Neipp
- Peter Nelson
- Christian Ostertag
- Jaime Padrós
- Philippe Pierlot
- Ruth-Margret Pütz
- Alfred Quellmalz
- Jean-Guihen Queyras
- Edgar Rabsch
- Winfried Rademacher
- Susanne Regel
- Hermann Regener
- Andreas Reibenspies
- Volker Rohde
- Axel Ruoff
- Willy Schneider
- Jochen Schorer
- Paul Schwarz
- Nicole Schwindt
- Frithjof Smith
- Marieke Spaans
- Anton Steck
- Gabriele Stegmüller-Zimmermann
- Volker Stenzl
- Veronika Stoertzenbach
- Gerhard Strecke
- Sebastian Tewinkel
- Sabine Vliex
- Wolfgang Wagenhäuser
- Frederike Wagner
- Guido Waldmann
- Herrad Wehrung
- Sabine Werner
- Gerd Witte
- Gerhard Wolf
- Dierk Zaiser
- Szabolcs Zempléni
- Christina Zenk
- Richard Zettler

## Bekannte Studenten (Auswahl)
- Armin Bachmann
- Paulo Cardoso
- Roland Dopfer
- Georg Espitalier
- Elisabeth Fessler
- Clemens Flämig
- Heinz Funk
- Daniel Gloger
- Rachel Harris
- Stefan Hussong
- Lotte Jekéli
- Klaus Knubben
- Sebastian Küchler-Blessing
- Gerd Lisken
- Meret Lüthi
- Georg Mais
- Arnold F. Riedhammer
- Gabriele Rossmanith
- Sibylla Rubens
- Jochen Schorer
- Marcus Strümpe
- Martin Tröndle
- Anna Tyshayeva